# Wrong Turn (2021)
Wrong Turn (também conhecido como Wrong Turn: The Foundation) é um filme de terror americano dirigido por Mike P. Nelson e escrito por Alan McElroy. Trata-se de um reboot e a sétima sequência da série de filmes Wrong Turn. O filme é estrelado por Charlotte Vega, Adain Bradley, Emma Dumont, Dylan McTee, Daisy Head, Bill Sage e Matthew Modine.
Wrong Turn foi lançado em 26 de fevereiro de 2021 pela Saban Films.

## Produção
Em outubro de 2018, um reboot da série de filmes Wrong Turn foi anunciado, sob direção de Mike P. Nelson e roteiro de Alan B. McElroy, escritor original do Wrong Turn em 2003. Charlotte Vega entrou no elenco em 2019.
A fotografia principal começou em 9 de setembro de 2019 em Ohio e terminou em 2 de Novembro.